# Ван Хефлин
Ван Хефлин (на английски: Van Heflin) е американски актьор. 

## Биография
Роден е на 13 декември 1910 г. в Уолтърс, Оклахома, син е на Фани Блийкър (родена Шипи) и д-р Емет Евън Хефлин, зъболекар.  Той е от ирландски и френски произход.  Сестрата на Хефлин, Франсис Хефлин е актриса и е номинирвана за награда Еми. Хефлин посещава гимназията „Класен“ (Classen) в Оклахома Сити, после отива в университета в Оклахома, където получава бакалавърска степен през 1932 г. и е член на братството на „Фи Делта Тета“ (Phi Delta Theta). Завършил е магистърска степен по театър в Йейлския университет. 

### Кариера
Хефлин започва актьорската си кариера на Бродуей в края на 1920-те години, като играе в редица постановки. Достойното му представяне довежда до подписването на договор с филмовата компаия „РКО Радио Пикчърс“ (RKO Radio Pictures).
По време на филмовата си кариера той играе предимно второстепенни персонажи, но през 1940-те години на миналия век има поредица от главни роли. Хефлин печели Оскар за най-добра поддържаща мъжка роля за изпълнението си в „Джони Ийгър“ (1942). Той също има запомнящи се роли в уестърните „Шейн“ (1953), „3:10 до Юма“ (1957) и „Разходката на оръжейника“ (1958).

### Смърт
На 6 юни 1971 г. Хефлин получава сърдечен удар, докато плува в басейн. Отведен е в болница и макар да живее близо седем седмици, той така и не идва в съзнание. Умира в ливанската болница в Лос Анджелис на 23 юли 1971 г. в 6:43 ч. сутринта, на 62 години.  Той оставя инструкции, забраняващи публично погребение. Вместо това кремираните му останки са разпръснати в океана.

## Избрана филмография
| Година | Филм                                    | Оригинално заглавие          | Роля       | Режисьор       |
| ------ | --------------------------------------- | ---------------------------- | ---------- | -------------- |
| 1953   | Шейн                                    | Shane                        | Джо Старет | Джордж Стивънс |
| 1965   | Най-великата история, разказвана някога | The Greatest Story Ever Told | Бар Аманд  | Джордж Стивънс |